# Dawn Burrell
Dawn C. Burrell, ameriška atletinja, * 1. november 1973, Filadelfija, Pensilvanija, ZDA.
Nastopila je na poletnih olimpijskih igrah leta 2000 in dosegla deseto mesto v skoku v daljino. Na svetovnih dvoranskih prvenstvih je osvojila naslov prvakinje leta 2001.
Tudi njena sestra Leroy Burrell je bila atletinja.